# Mesosemia maeotis
Mesosemia maeotis är en fjärilsart som beskrevs av William Chapman Hewitson 1859. Mesosemia maeotis ingår i släktet Mesosemia och familjen Riodinidae. Inga underarter finns listade i Catalogue of Life.

## Bildgalleri

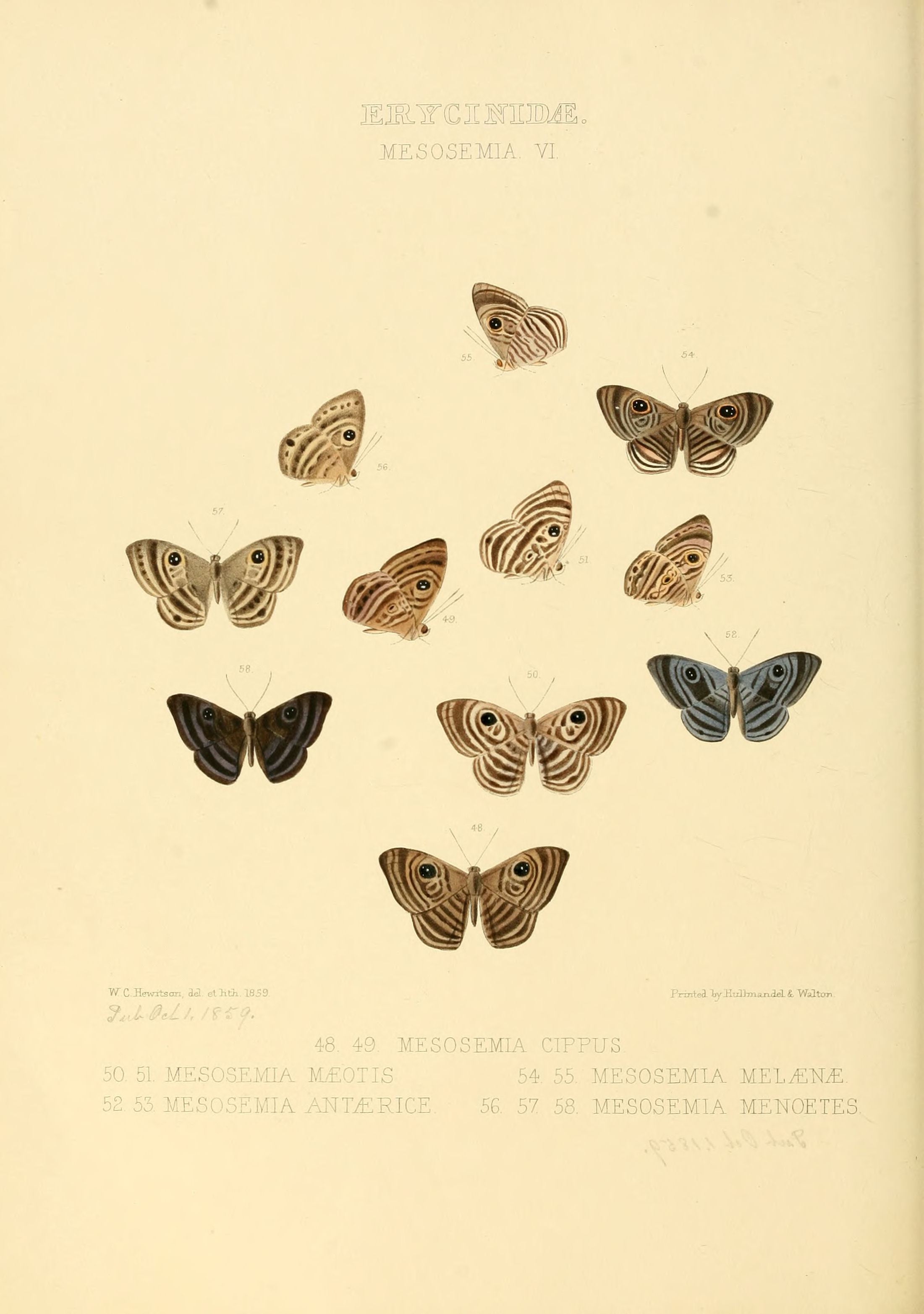